# ملدوهافن

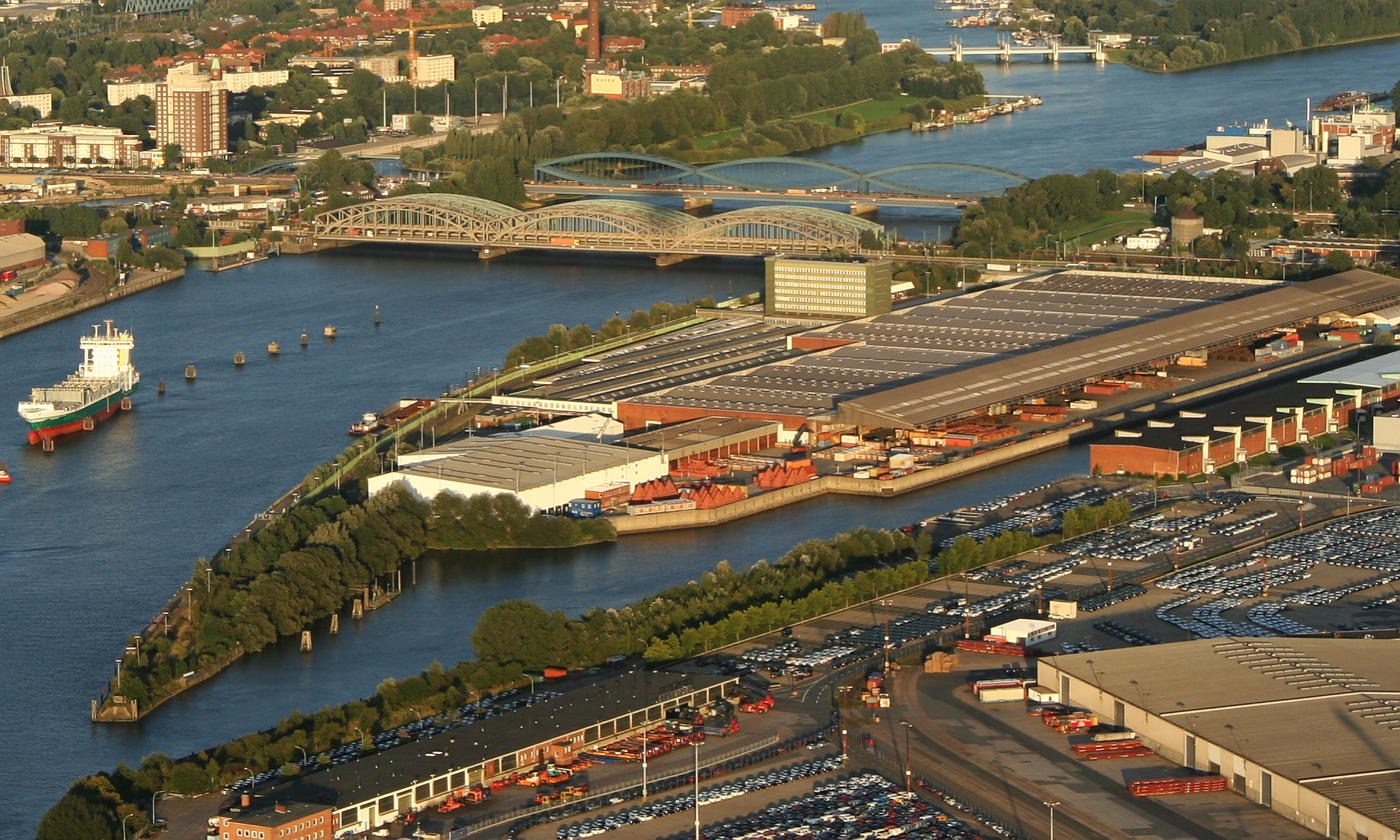
مولدوفا من الجو

ملدوهافن هي منطقة كبيرة في ميناء هامبورغ بألمانيا حصلت عليها تشيكوسلوفاكيا بموجب عقد إيجار لمدة 99 عامًا في عام 1929 وفقًا لمعاهدة فرساي. في عام 1993، نجحت جمهورية التشيك في الحصول على حقوق تشيكوسلوفاكيا. سينتهي عقد الإيجار في عام 2028. القطعة (التي يُطلق عليها اسم «ميناء فلتافا» باللغة الألمانية) تتيح لجمهورية التشيك الوصول إلى البحر عبر نهري فلتافا وإلبه.
في السابق، كان هناك ترتيب مماثل لميناء Stettin ، الآن شتشين، بولندا.
هي واحدة من أكثر ثلاث قطع تمتلك جمهورية التشيك حقوقًا عليها. الاثنان الآخران هما Saalehafen و Peutehafen. تخضع Saalehafen لاتفاقية فرساي ولكن تشيكوسلوفاكيا اشترت بوتهافن في عام 1929. يعتبر كل من ملدوهافن و Saalehafen جزءًا من ميناء هامبورغ الحر، ويقعان على جسر Dresdner Ufer و Hallesches Ufer. تبلغ مساحة المنطقة حوالي 28,500 متر مربع (306,771 قدم2) . تشكل المباني المؤجرة منطقة معفاة من الرسوم الجمركية كانت تسمى منطقة التأجير التشيكية السلوفاكية للملاحة الداخلية في ميناء هامبورغ الحر.
تبلغ مساحة بوتهافن حوالي 13,500 متر مربع (145,313 قدم2) . يقع على شبه الجزيرة الضيقة بين رصيف Peutekanal و Peutehafen ، ويقع خارج ميناء هامبورغ الحر مباشرةً.

## التطورات الأخيرة
في عام 2004، أعربت مدينة هامبورغ عن رغبتها في الحصول على المنطقتين المستأجرتين، حيث أن خطتها المقترحة لاستضافة الألعاب الأولمبية الصيفية 2024 كانت ستمنع الوصول إلى ملدوهافن. كما أرادت المدينة تطوير المنطقتين. عرضت المدينة على جمهورية التشيك موقعًا جديدًا في المقابل، مع الحث على موقع أفضل. من جانبها، أعربت جمهورية التشيك عن رغبتها في الاستمرار في استخدام موانئها في هامبورغ حتى بعد انتهاء عقود الإيجار البالغة 99 عامًا.